# 小野崎博通
小野崎 博通（おのざき ひろみち、? - 2009年（平成21年）12月23日）は、日本の食品微生物学者。東京都出身。椙山女学園大学名誉教授でかつては生活科学学部の学部長も務めていた。
2006年（平成18年）11月瑞宝中綬章受章。
2009年（平成21年）12月23日、愛知県尾張旭市の自宅で亡くなった。83歳だった。